# شهرستان کاس (آیووا)
شهرستان کاس، آیووا (به انگلیسی: Cass County, Iowa) شهرستانی در ایالات متحده آمریکا است که در آیووا واقع شده‌است.